# Olegar Fedoro
Olegar Fedoro (nacido Olegár Pablo Fedóro),  6 de marzo de 1958, URSS es un actor ucraniano, ruso, español e inglés.

## Biografía
Nacido en la Unión Soviética, URSS, de joven soñaba llegar a ser pintor de retratos. Se inscribió en la aclamada Escuela de Cine, la Universidad Panrusa Guerásimov de Cinematografía, donde antes que él estudiaron sus amigos y compañeros de profesión Serguéi Paradzhánov, Andréi Tarkovski y Kira Murátova. Al tiempo que estudiaba cine, también estudiaba actuación, dirección y escritura de guiones cinematográficos. Después fue guionista de TV.
Su carrera cinematográfica empezó con Stalker (1979) de Andréi Tarkovski.
Ha trabajado con británicos y americanos como Peter Ustinov, Anthony Hopkins, David Cronenberg, Vanessa Redgrave, John Malkovich, Madonna, Stanley Tucci; españoles como Fernando Rey, Paco Rabal, Charo López, Ángela Molina, Emma Suárez entre otros y argentino Diego Maradona.
El día de 28 de noviembre de 2013 ha tenido lugar, en la sede del periódico ABC en Madrid, la entrega de premios de la IV Edición del Festival Iberoamericano de Cortometrajes ABC (FIBABC). El premio al Mejor Actor ha ido a parar a manos de Olegar Fedoro por su trabajo en «The Hummingbird», de Rafa Pavón.

## Filmografía
Como actor es conocido por sus papeles:

### Cine
- Stratton (2017) - Sergei - dir. Simon West
- The Hummingbird (2013) - Ptitsin - dir. Rafael Pavón
- El Video de Boda (2012) - Konstantin - dir. Nigel Cole
- Para Elisa (2011) - Kilov - dir. David Winstone
- Radio Encubierta (2009) - Capitán - dir. Richard Curtis
- Polillas (2008) - Andrei Ivanov - dir. Pedro Touceda
- Obscenidades y sabiduría (2008) - El padre de A.K. - dir. Madonna
- Eastern Promises (2007) - Tatuista - dir. David Cronenberg
- Extranjeros (2007) - Kon - dir. Dominic Lees
- Las Notas de Cornelius Crow (2005) - Jack el Destripador
- Sanedrin (2004) - Adolf Hitler - dir. Simon Brasse
- Primos Americanos (2003) - Taras - dir. Don Coutts
- Ali G anda suelto (2002) - Ministro Ruso - dir. Mark Mylod
- Dama de Porto Pim (2001) - Pierre - dir. José Antonio Salgot
- Rancid Aluminium (2000) - Naz - dir. Edward Thomas
- Beg! (1994) - Hal - dir. Robert Golden
- Don Juan en los infiernos (1991) - Luís de Moor - dir. Gonzalo Suárez
- La batalla de los tres reyes (Tambores de fuego) (1990) o La Batalla de los Tres Reyes (1990) - Cura Jesuita Tebaldo
- Un Accidente de Caza (1978) - Editor - dir. Emil Loteanu

### Televisión
- Cazadores de hombres (2008) - Vladimir Esaulov - serie de Antena 3
- Colón: El Viaje Perdido (2007) - Cristóbal Colón - dir. Anna Thomson
- Rasputin: El diablo en el cuerpo (2002) - Rasputin - dir. Olly Lambert
- Karmacoma de Massive Attack (2001) - El Loco - dir. Jonathan Glazer
- Truhanes (1993) - Kazimierz - dir. Miguel Hermoso
- Réquiem por Granada (1991) - Muhammad XIII (valiente) Rey de Granada «El Zagal» - serie dir. Vicente Escrivá
- Todo pagado (1988) - Mafioso «Maradona» - serie de TV Rusa
- Rusia (1986) - Fiódor Dostoyevski - serie escrita por Peter Ustinov

## Premios y candidaturas
Festival Iberoamericano de Cortometrajes ABC (FIBABC), España
| Año  | Categoría                        | Película               | Resultado |
| ---- | -------------------------------- | ---------------------- | --------- |
| 2013 | Premio del Jurado al Mejor Actor | The Hummingbird (2013) | Ganador   |

Academia de Artes y Ciencias Cinematográficas, USA
| Año  | Categoría                                                  | Película          | Resultado |
| ---- | ---------------------------------------------------------- | ----------------- | --------- |
| 2012 | Premio de la Academia de Artes y Ciencias Cinematográficas | Para Elisa (2011) | Ganador   |

La Sociedad de Televisión Real, Reino Unido
| Año  | Categoría                                | Película          | Resultado |
| ---- | ---------------------------------------- | ----------------- | --------- |
| 2012 | Premio de la Sociedad de Televisión Real | Para Elisa (2011) | Ganador   |

Philadelphia Documentary & Fiction Festival
| Año  | Categoría                        | Película        | Resultado |
| ---- | -------------------------------- | --------------- | --------- |
| 2009 | Premio del Jurado al Mejor Actor | Polillas (2008) | Ganador   |

Festival de Cine Internacional de Barcelona
| Año  | Categoría                        | Película        | Resultado |
| ---- | -------------------------------- | --------------- | --------- |
| 2008 | Premio del Jurado al Mejor Actor | Polillas (2008) | Ganador   |

Festival de Cine de Turín
| Año  | Categoría                          | Película    | Resultado |
| ---- | ---------------------------------- | ----------- | --------- |
| 2006 | Premio del Jurado al mejor reparto | Gypo (2005) | Ganador   |

## Videoclips
- ¿Quién Ha Robado La Copa?
- Polillas (2008) con subtítulos ESPAÑOL (dir. Pedro Touceda)
- The Hummingbird (2013) con subtítulos ESPAÑOL (dir. Rafa Pavón)
- 11 Clips
- Elige un clip
- "Isn´t you?"- Scud Hero (2010) (videoclip Scud Hero)
- "¿Quién ha robado la copa? Aquí está quién!"

- Datos: Q4494017
- Multimedia: Olegar Fedoro / Q4494017